# Fritz Popp (Schriftsteller)
Fritz Popp (* 30. Dezember 1957 in Vöcklabruck, Oberösterreich) ist ein österreichischer Schriftsteller.

## Leben
Fritz Popp wurde 1957 in Vöcklabruck in Oberösterreich geboren. Er studierte Germanistik und Religionspädagogik in Salzburg. Seit 1982 ist er als BHS-Lehrer an der BHAK Oberndorf bei Salzburg und Schriftsteller tätig. Seit 1989 ist Popp Autor des Affront-Theaters Salzburg. Er ist Autor von Lyrik, Prosa und Theaterstücken. Als Redaktionsmitglied arbeitet er an der Salzburger Literaturzeitschrift SALZ mit.

## Werke
- Schlechte Jahrgänge, Erzählungen, Otto Müller Verlag, Salzburg 1990
- Stimmen im Spiegel, Roman, Haymon Verlag Innsbruck 1997
- Verirrte Schläfer, ungeschützte Träumer, Lyrik, Verlag G. Grasl, Baden bei Wien 2001
- Warten, was der Fluss so bringt, Prosa, Haymon Verlag, Innsbruck 2002
- Akte X-mas, Weihnachtssatiren, Arovell Verlag, Gosau 2002
- Der Himmel, an dem ich wohne, Gedichte; Bilder von Hermann Kremsmayer, [Edition Tandem], Salzburg 2008
- Gränzenlos beschrenkt, Satiren, Arovell, Gosau 2009
- zusehend unberührt, Gedichte; Zeichnungen von Petra Moiser, [Edition Tandem], Salzburg 2009
- Keine Engel, Roman, Edition Tandem, Salzburg 2010
- Unarten-Vielfalt, Satiren, Arovell, Gosau 2012
- Chronisch grantig, Satiren, Arovell, Gosau 2014
- MEHR als du glaubst, Satiren, Arovell, Wien 2017
- Fürchtet euch ruhig! Satiren, Arovell, Wien 2019
- Annäherungen an Stefan Zweig, Hommage zum 140. Geburtstag, Edition Tandem, Salzburg 2021, Hrsg. mit Christoph Janacs
- Neues aus Kafkanien,  Anthologie mit Erzählungen, Essays, Gedichten, und Kurzpros, Edition Tandem, Salzburg 2024, Hrsg. mit Christoph Janacs
- Synopsis, Gedichte zu Bildern Volker Lauths, Verlag Tauriska, Neukirchen am Großvenediger 2024

## Auszeichnungen
- 1984 Trakl-Forderungs-Stipendium für Lyrik
- 1988 Rauriser Arbeitsstipendium für Literatur
- 1995 Kabarett-Preis Salzburger Stier (mit dem Salzburger Affront-Theater)
- 1995 Prosapreis Brixen/Hall (2. Platz)
- 2002 Wilhelm-Szabo-Lyrikpreis
- 2003 Salzburger Jahresstipendium für Literatur
- 2005 Staatsstipendium für Literatur der österreichischen Bundesregierung